# Johannes Tinctoris
Johannes Tinctoris (c. 1435 – 1511) foi um musicólogo, poeta, advogado, matemático e compositor flamengo, um dos mais influentes teóricos musicais do seu tempo.
Estudou em Orleans e pode ter sido mestre de coro em Chartres. Em 1472 foi para Nápoles e passou o resto de sua vida na Itália. Escreveu várias obras teóricas sobre música, e embora não fosse um autor original, sintetizou com brilho as práticas musicais de seu tempo. Poucas composições suas sobrevivem, entre missas, motetos e canções, mas as que se conhece mostram uma polifonia fluente, complexa e fazendo uso de tessituras incomuns.